# Salvaterra de Miño
Salvaterra de Miño település Spanyolországban, Pontevedra tartományban. Salvaterra de Miño Tui, Salceda de Caselas, Ponteareas, As Neves, A Cañiza, Mondariz, Monção és Valença községekkel határos. Lakosainak száma 10 471 fő (2024).

## Népesség
A település népessége az elmúlt években az alábbi módon változott:
| Lakosok száma | 8320 | 8019 | 8761 | 9293 | 9677 | 9626 | 9657 | 9819 | 10 079 | 10 471 |
|               | 2001 | 2004 | 2007 | 2009 | 2012 | 2014 | 2017 | 2019 | 2022   | 2024   |